# Historia de Tlatelolco
Tlatelolco o México–Tlatelolco fue una ciudad conurbada a México-Tenochtitlan  al norte de la Ciudad de México y hoy popularmente conocida como una zona o colonia del centro de la moderna Ciudad de México. La zona se ubicaba entre las fronteras de las actuales delegaciones de Cuauhtémoc y Gustavo A. Madero, popularmente llamada en la actualidad Nonoalco – Tlatelolco. Esta ciudad terminó consumida y destruida en gran parte por el moderno Conjunto Urbano Nonoalco Tlatelolco.

Glifo topónimo de México–Tlatelolco.

## Historia

### Prehispánico
México–Tlatelolco fue fundada el año uno casa del calendario mexica, por lo que se le ubica en 1338, unos trece años después de la fundación de la ciudad de México-Tenochtitlan en 1325. Sus fundadores al parecer eran caciques importantes de los mexicas, los cuales se disgustaron con el resto y formaron su propia ciudad en unos islotes al norte de México-Tenochtitlan, tomando su nombre de los Tlateles (Tlatelli significa «en los montículo de tierra» o «islotes en el lago»).

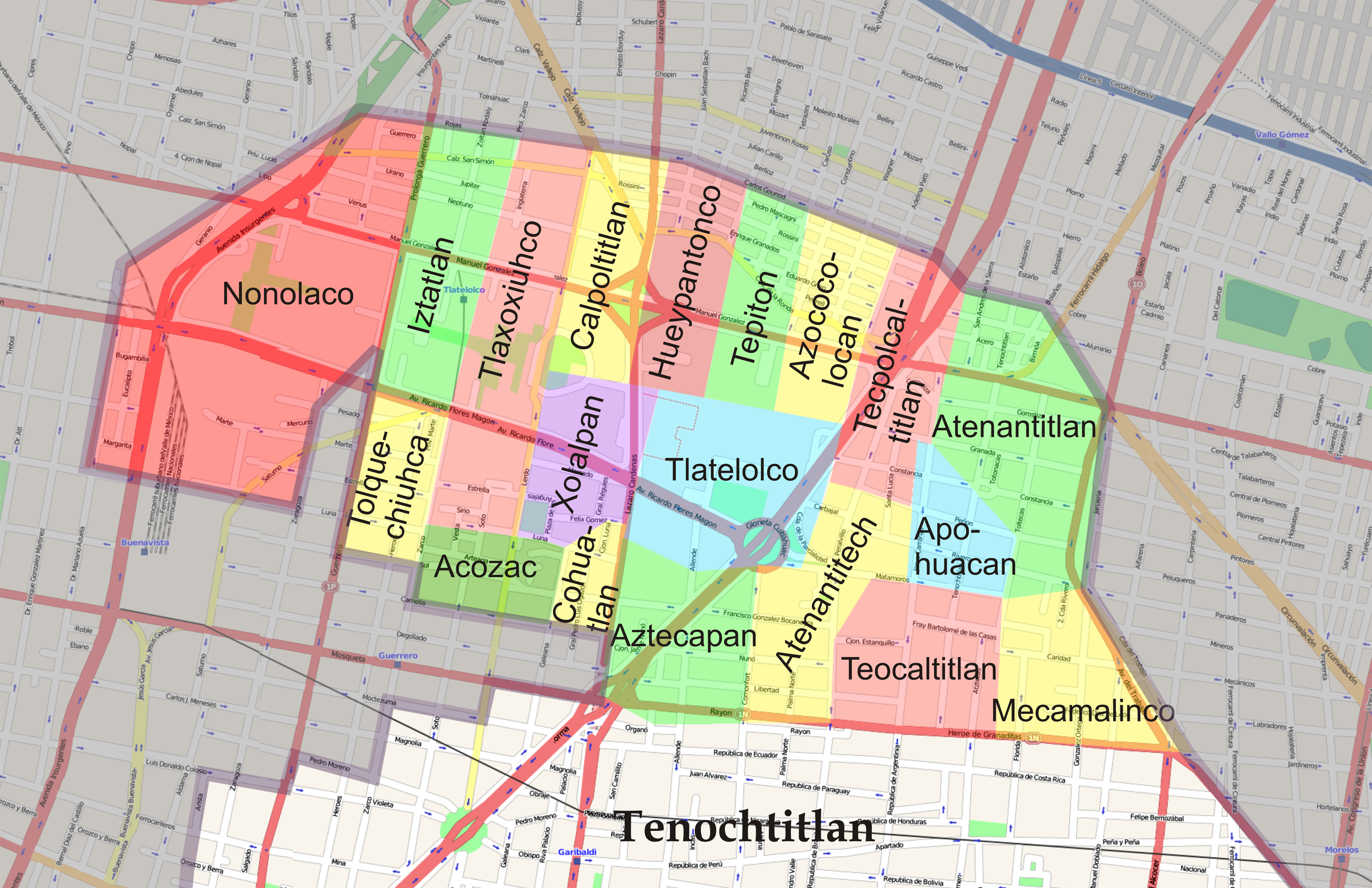
Los barrios de la ciudad de México–Tlatelolco durante la época prehispánica.

Al igual que los tenochcas se dedicaron a la caza y la pesca de las especies en el lago las cuales luego les servían para comercializar, pero su principal producto era la sal de tequesquite. De igual forma rendían vasallaje al señor de Azcapotzalco, el cual les dio por soberano a su hijo Cuaquauhpizahuac quien en 1352 se asentó en la misma ciudad de Tlatelolco., Junto a los technocas, los tlatelolcas sirven en el ejército del señor de Azcapotzalco. Al morir Cuaquauhpizahuac en 1409 le sucede su hijo Tlacateotzin quien de principio no se alía con México-Tenochtitlan y Texcoco en la guerra contra Azcapotzalco de la cual surge la Triple Alianza tras la derrota de Maxtla.
Con el cambio de poderes políticos los Tlatelolcas se unieron a la triple alianza más de hecho que de forma, ya que crearon su propio gobierno encabezado por Quauhtlatouatzin. A su vez embellecieron su ciudad, con la construcción de un templo mayor el cual presidía una gran plaza donde se desarrollaba la actividad comercial de la ciudad y por la cual fue famosa. Quauhtlatouatzin murió en 1467 siendo el último soberano del linaje tepaneca. La ciudad de México-Tlatelolco se dividía en diecinueve barrios.
| Barrio          | Barrio      | Barrio       | Barrio        |
| --------------- | ----------- | ------------ | ------------- |
| Acozac          | Apohuacan   | Atenantitech | Atenantitlan  |
| Azococolocan    | Aztecapan   | Calpotitlan. | Cohuatlan     |
| Hueypantonco.   | Iztatlan    | Mecamalinco  | Nonoalco      |
| Tecpolcaltítlan | Tepiton     | Teocaltitlan | Tolquechiuhca |
| Tlatelolco.     | Tlaxoxiuhco | Xolalpan     | Tolnahuac     |

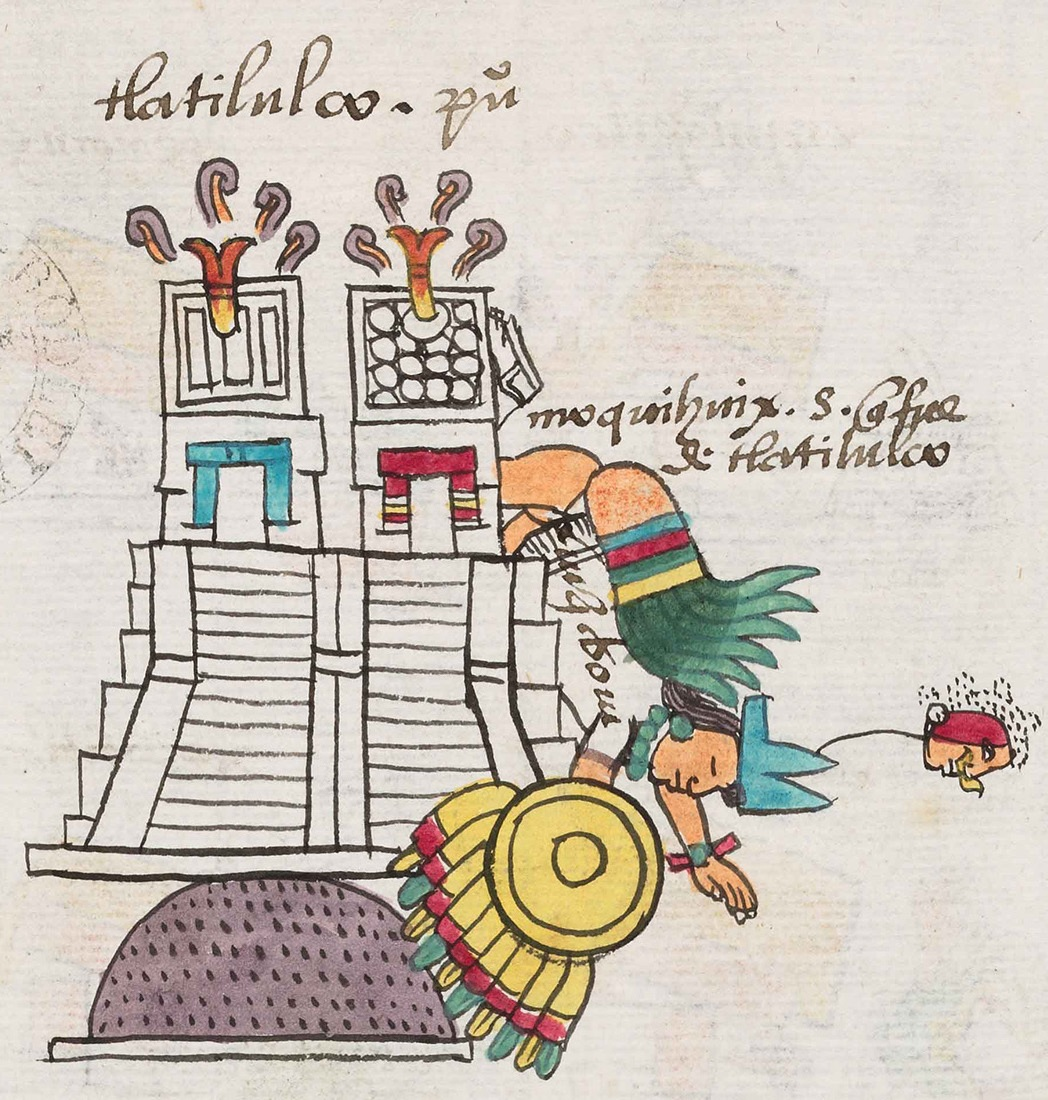
Derrota del Tlatoani tlatelolca Moquihuix en 1473, según el Códice Telleriano-Remensis.

A su muerte le siguió Moquíhuix pariente político del Huey Tlatoani tenochca Moctezuma Ilhuicamina el cual al morir dejó como Huey Tlatoani a Axayacatzin del cual era cuñado y rival Moquíhuix. Con esta combinación y la supremacía que mostraba Tlatelolco sobre el comercio se empezaron a dar problemas entre ambas ciudades, siendo la violación de mujeres tlatelolcas por jóvenes tenochcas el detonante de la guerra. En esta guerra el número mayor de tenochcas fue determinante por lo que lograron conquistar la ciudad y hacerse del comercio que manejaba Tlatelolco.

Ciudades de México-Tlatelolco y México-Tenochtitlan en 1519.

Como forma de venganza el templo mayor de Tlatelolco fue destruido y llenado de basura, no permitiéndosele de nuevo reanudar el culto en el mismo. A su vez su plaza se convirtió de un mercado o tianguis temporal a uno permanente, y el más importante del Imperio Mexica. Tras su conquista las relaciones entre los dos pueblos fueron cordiales al grado que los conquistadores españoles no observaron diferencias o rencores entre estas.
Es durante el asedio final a la Ciudad de México que se hacen de nuevo notar, ya que tras la muerte por viruela de Huey Tlatoani Cuitláhuac le sucede Cuauhtemoctzin Xocoyotl Tlacatecutli hijo de Ahuízotl y una noble tlatelolca de nombre Tiyacapatzin, hija de Moquíhuix. Esta elección fue un intento de los tenochcas por evitar una revuelta entre los tlatelolcas. En esta lucha los tlatelolcas se distinguieron, al evitar el avance de las columnas de españoles e indígenas aliados que querían llegar por la calzada de Tlacolpan y la del Tepeyac. Es solo cuando cae México-Tenochtitlan a mediados de junio de 1521 que se vuelven a notar los rencores entre ambos pueblos, ya que los tlatelolcas tildan de cobardes y débiles a los tenochcas ante la caída de su ciudad. En el combate que sigue los tenochcas logran incluso un día cercar al mismo Hernán Cortes quien se libra por la lucha que darían por el español Antonio Quiñones y el tlaxcalteca Teacamatzin.
El gran número de tlatelolcas y tenochcas permite defender la ciudad de México–Tlaltelolco, pero caen su mercado y sus almacenes mientras sus defensores se retiran a lo que sería hoy el barrio de Tepito, donde reciben negociadores de los españoles. Se niegan a sus propuestas de rendición y continúan la lucha. En estos combates queman la casa de Cuauhtémoc en lo que sería hoy la Iglesia de Santa Ana, los combates cesaron el 13 de agosto de 1521, al ser capturado el Huey Tlatoanic Cuauhtémoc. Este junto a su familia es llevado a la casa de un noble tlatelolca llamado Atzacoatzin (en el barrio de Tepito) donde se encuentra con Cortes y le pide que lo mate.

### Colonial

Ciudades de México en 1522.

Tras la caída de México–Tlatelolco, Cuauhtémoc reconoce el vasallaje al monarca español, que antes hiciera el Huey Tlatoani Moctezuma Xocoyotzin, por lo que se le confirma su mandato sobre los tlatelolcas. Al reconstruirse la ciudad de México–Tenochtitlan, México-Tlatelolco queda como un barrio de la primera dándosele el nombre genérico de Ciudad de México a ambas ciudades.
Este llamado barrio es poblado mayoritariamente por indígenas, quienes se organizan en barrios con caciques locales y un cabildo separado del Ayuntamiento de México, los cuales construyen un edificio llamado Tecpan o Teipan sobre las ruinas del antiguo palacio real de Tlatelolco para el asiento del nuevo gobierno indígena durante la temprana colonia. Se crea el Imperial Colegio de la Santa Cruz de Tlatelolco para la educación de los jóvenes nobles indígenas, destacándose entre los educadores Fray Bernardino de Sahagún, el cual realiza varias obras fundamentales para el conocimiento del mundo indígena prehispánico, perteneciente a la Orden Franciscana. Forma parte de los primeros evangelizadores cristianos que edifican una ermita de donde luego nace el templo de Santiago Apóstol, además del templo de Santa Ana, y las ermitas de Los Ángeles, El Calvario y San Antonio el Pobre.
Al parecer la buena disposición y capacidad para aprender de los indígenas, hizo a las autoridades novohispanas evitar el crecimiento del Imperial Colegio, por lo que fue perdiendo fuerza hasta quedar como un colegio de primeras letras llamado Colegio de San Buenaventura y San Juan Capistrano, por otra parte el Teapan fue usado durante la construcción del Tajo de Nochistongo como alberge temporal para las cuadrillas indígenas que hacían su tequio en las obras.
Tlatelolco fue paulatinamente abandonado a favor de los barrios de Nonoalco y Tepito donde se mantuvo hasta nuestros días la tradición del comercio. En 1541 los tlatelolcas junto a otros indígenas aliados van hasta la villa de Guadalajara a combatir la rebelión del Mixtón, de cuya crónica se crea el Códice Tlatelolco en 1565.
Durante los tres siglos de la colonia la zona fue despoblándose hasta parecer en los planos levantados en 1808 por el militar Diego García Conde como una zona semidespoblada y en buena medida por afuera de los muros de agua que protegían a la Ciudad de México.
Aunque por otro lado se hicieron con el control de una buena parte de los terrenos ganados a la laguna de Texcoco, al norte de la Ciudad de México donde crearon la Hacienda de Santa Anna Aragón, la cual tuvo tal prosperidad que se hicieron accionista del Banco de Carlos III, prestamistas del Ayuntamiento de México donde tenían gran poder político. Por otro lado ellos dieron pie a la creación de la Villa de Guadalupe y a que el noreste del Distrito Federal se le conociera como Aragón

### sigloXIX
Es hasta la guerra Estados Unidos-México que Tlatelolco vuelve a salir a la luz pública. Cuando se realizaban zanjas para las obras de defensa de la Ciudad de México, se hallaron varias piezas arqueológicas y restos humanos, las cuales en su mayoría terminaron siendo saqueadas y sacadas del país. Alguna incluso llegó hasta una exposición en París. Al aplicarse las Leyes de Reforma el templo y convento de Santiago de Tlatelolco se cierran y se destina el convento a prisión militar y el templo a bodega del ejército, destruyéndose la torre sur para colocar un tinaco que servía a la prisión y la bodega. De ambos el templo es el que más sufre al ser eliminados la mayoría de sus adornos. También en esta época se eliminan los restos de gobierno local que quedaban, como sucedió en casi todos los barrios indígenas, por lo que terminan dependiendo directamente del Ayuntamiento de México.
La colonia Tlatelolco fue usada como zona de almacenamiento para el transporte de carga, pero en la segunda mitad del siglo XIX, Tlatelolco agregó a las carretas y recuas, los ferrocarriles, los cuales tuvieron un parque de carga y descarga en la zona, principalmente ubicada entre el templo de Santiago Tlatelolco y lo que es hoy la Avenida de los Insurgentes.

### sigloXX
Durante el Porfiriato la zona tuvo cierto auge, ya que en la zona se establecieron varias industrias, como la metalmecánica y los ferrocarriles, así como el sistema de tranvías. A su vez se desarrollan varios de los barrios vecinos como Tepito, La Guerrero y Buenavista, lo que trae consigo el auge de la zona, con nuevos habitantes, sobre todo en el viejo barrio tlatelolca de Cotlahualco, los cuales volvieron a salir con el traslado de la aduana a la zona de Pantaco, más al norte de la Ciudad de México.
La participación más importante de la zona durante la Revolución es por la Prisión Militar de Santiago Tlatelolco, de donde escapa Pancho Villa y de donde es liberado el General Bernardo Reyes, iniciando la llamada Decena Trágica. Además de volver a ser usada una fosa masiva para los cadáveres de esta y otras luchas de la revolución, la cual se abrió originalmente para enterrar a los cadáveres de la peste en la colonia.
Es alrededor de 1940 cuando un grupo de arqueólogos mexicanos encabezados por Pablo Martínez del Río, María Antonieta Espejo y Roberto Barlow, que inician los trabajos de arqueología formal en la zona. Al contrario del templo mayor de México–Tenochtitlán, el de Tlatelolco es fácilmente localizado así como otras obras, ya que al ser una zona semidespoblada es fácil el trabajo. Aunque la escasez de fondos detuvo el trabajo, no es hasta la creación del Conjunto Urbano Nonoalco Tlatelolco en los años 60 que se puede realizar un estudio sistemático de la zona. Este desarrollo termina con todo rastro de la vieja ciudad, incluso el barrio de Cotlahualco. El resultado es la creación de la zona arqueológica de Tlatelolco que muestra solo una pequeña zona de la Ciudad de México-Tlatelolco.
En años posteriores Tlatelolco se destaca por acontecer en él, la llamada Matanza de Tlatelolco, la firma del Tratado de Tlatelolco y la caída, demolición y modificación de varios edificios del Conjunto Urbano Nonoalco Tlatelolco durante el sismo de 1985.

### sigloXXI
De esta época lo más destacable es el abandono de las dos torres principales del Conjunto Urbano Nonoalco Tlatelolco, la Torre Insignia ubicada en el antiguo barrio tlatelolca de Nonoalco, y la Torre de Tlatelolco que fue luego dada a la Universidad Nacional Autónoma de México para que creara en esta el Centro Cultural Universitario Tlatelolco.

## Leyendas
En el ex convento de Santiago Tlatelolco vivió durante su vejez el beato Sebastián de Aparicio que es considerado como el patrón de los camioneros o viajantes, al ser el introductor de la carreta en Nueva España. Por esto se cree que nació la tradición el llevar a bendecir los automotores y carretas en el atrio del templo.
Otras leyendas son las referentes al bautizo del Huey Tlatoani Cuauhtémoc y de San Juan Diego en el templo de Santiago Tlatelolco, para lo cual incluso se pone como prueba una pila bautismal; en forma paralela esta la supuesta ubicación del llamado Tesoro de Moctezuma, que fuera ocultado en la ciudad de México-Tlatelolco.